# Campionat de Catalunya d'hoquei sobre herba masculí 1957-1958
El Campionat de Catalunya d'hoquei sobre herba masculí 1957-1958 fou la trenta-setena  edició de la competició. Se celebrà des del 17 de novembre de 1957 fins al 30 de març de 1958 i fou organitzada per la Federació Catalana de Hockey. Hi participaren vuit clubs, destacant els equips habituals del campionat com RC Polo, vigent campió, el CD Terrassa, el Club Egara, el FC Barcelona, entre d'altres.
La competició se celebrà durant els caps de setmana de la temporada 1957-1958 i es disputà en format de lliga regular a doble volta, un partit com a local i l'altre com a visitant, amb un total de catorze jornades. La classificació final s'establí d'acord amb els punts totals obtinguts per cada participant en finalitzar el campionat. Els equips obtingueren dos punts per cada victòria, un punt per cada empat i cap punt per cada derrota.
Es proclamà campió el Reial Club de Polo, que revalidà el títol de la temporada anterior i aconseguí el seu dissetè campionat.

## Clubs participants
- Atlètic Terrassa Hockey Club
- CF Barcelona
- Club Egara
- Diagonal Hockey Club
- Júnior Futbol Club
- Pedralbes Hockey Club
- Reial Club de Polo de Barcelona
- Club Deportiu Terrassa

## Taula de resultats
| Casa \ Fora         | ATL | FCB | DIA | EGA | JUN | PED | POL | TER |
| ------------------- | --- | --- | --- | --- | --- | --- | --- | --- |
| Atlètic Terrassa HC | —   |     |     |     |     |     |     |     |
| CF Barcelona        |     | —   |     |     |     |     |     |     |
| Diagonal HC         |     |     | —   |     |     |     |     |     |
| Club Egara          |     |     |     | —   |     |     |     |     |
| Júnior FC           |     |     |     |     | —   |     |     |     |
| Pedralbes HC        |     |     |     |     |     | —   |     |     |
| RC Polo             |     |     |     |     |     |     | —   |     |
| CD Terrassa         |     |     |     |     |     |     |     | —   |

## Classificació general
| Pos | Equip               | PJ | PG | PE | PP | GF | GC | DG  | Pts |
| --- | ------------------- | -- | -- | -- | -- | -- | -- | --- | --- |
| 1   | RC Polo             | 14 | 11 | 2  | 1  | 12 | 7  | +5  | 24  |
| 2   | CD Terrassa         | 14 | 11 | 1  | 2  | 23 | 4  | +19 | 23  |
| 3   | Club Egara          | 14 | 9  | 3  | 2  | 33 | 7  | +26 | 21  |
| 4   | CF Barcelona        | 14 | 5  | 4  | 5  | 13 | 14 | −1  | 14  |
| 5   | Atlètic Terrassa HC | 14 | 3  | 7  | 4  | 12 | 17 | −5  | 13  |
| 6   | Diagonal HC         | 14 | 4  | 2  | 8  | 15 | 32 | −17 | 10  |
| 7   | Pedralbes HC        | 14 | 0  | 5  | 9  | 6  | 31 | −25 | 5   |
| 8   | Júnior FC           | 14 | 0  | 2  | 12 | 6  | 42 | −36 | 2   |

| Campió de Catalunya d'hoquei sobre herba 1957-58 |
| ------------------------------------------------ |
| Reial Club de Polo Dissetè títol                 |